# Mansencôme
Mansencôme (Massencoma en gascon) est une commune française située dans le nord du département du Gers en région Occitanie. Sur le plan historique et culturel, la commune est dans le Condomois, une ancienne circonscription de la province de Gascogne ayant titre de comté.
Exposée à un climat océanique altéré, elle est drainée par le ruisseau de Manipau et par deux autres cours d'eau.
Mansencôme est une commune rurale qui compte 45 habitants en 2022, après avoir connu un pic de population de 272 habitants en 1846.  Elle fait partie de l'aire d'attraction de Condom. Ses habitants sont appelés les Mansencômois ou  Mansencômoises.
Le patrimoine architectural de la commune comprend deux  immeubles protégés au titre des monuments historiques : le château, inscrit en 1927, et le château du Busca-Maniban, inscrit en 1967 et classé en 1972.

## Géographie

### Localisation
Mansencôme est une commune de Gascogne située dans l'Armagnac dans la Ténarèze.

### Communes limitrophes
Les communes limitrophes sont  Gondrin, Mouchan et Valence-sur-Baïse.
| Mouchan |            |                   |
| Gondrin | Mansencôme | Valence-sur-Baïse |
|         |            |                   |

La commune de Valence-sur-Baïse entoure le territoire communal sur plus des trois quarts de son périmètre.

### Géologie et relief
Mansencôme se situe en zone de sismicité 1 (sismicité très faible).

### Hydrographie

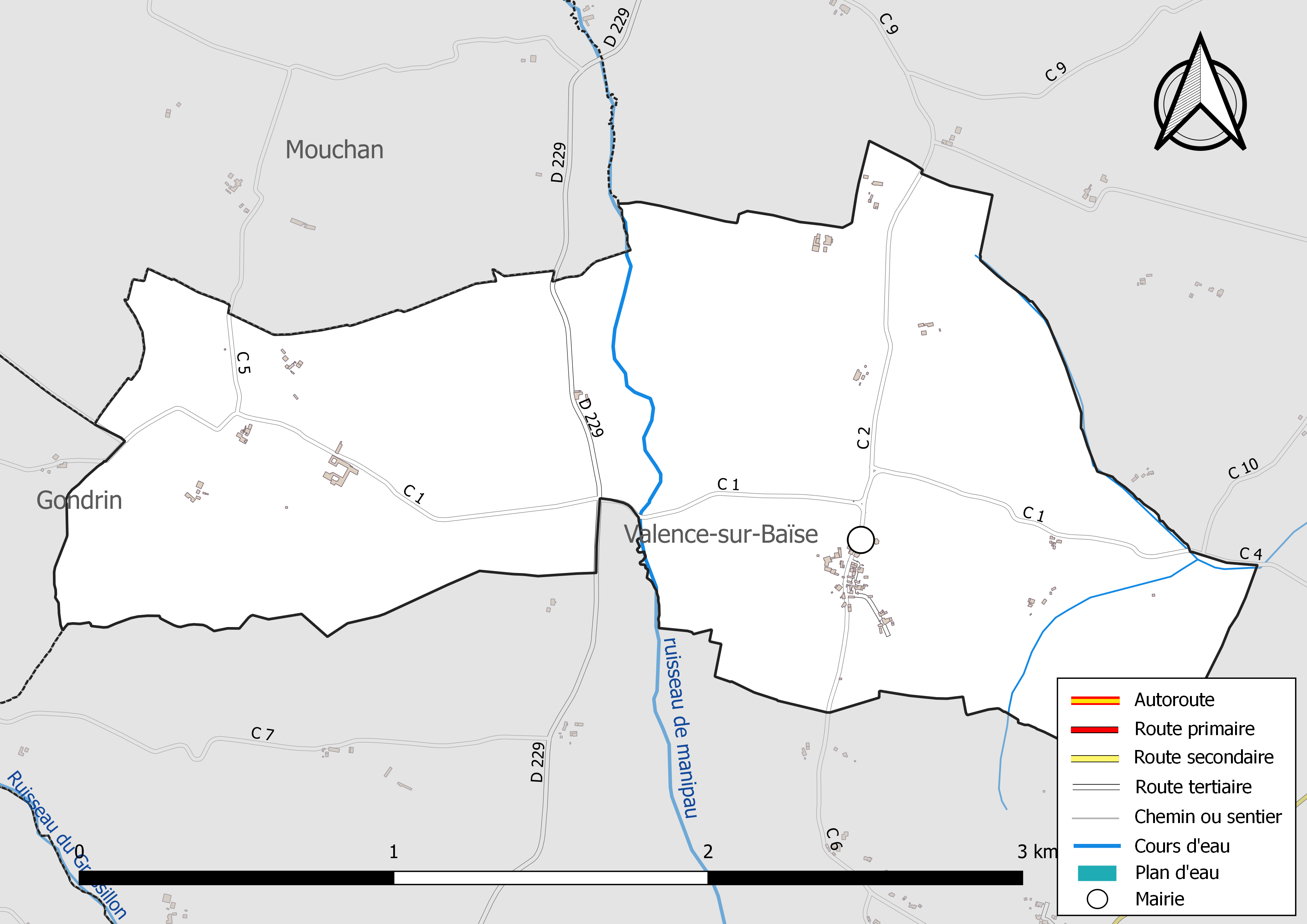
Réseaux hydrographique et routier de Mansencôme.

La commune est dans le bassin de la Garonne, au sein du bassin hydrographique Adour-Garonne. Elle est drainée par le ruisseau de Manipau et par deux petits cours d'eau, qui constituent un réseau hydrographique de 3 km de longueur totale,.
Le ruisseau de Manipau, d'une longueur totale de 10,2 km, prend sa source dans la commune de Beaucaire et s'écoule vers le nord. Il traverse la commune et se jette dans l'Osse à Mouchan, après avoir traversé 6 communes.

### Climat
Pour des articles plus généraux, voir Climat de l'Occitanie et Climat du Gers.
En 2010, le climat de la commune est de type climat du Bassin du Sud-Ouest, selon une étude s'appuyant sur une série de données couvrant la période 1971-2000. En 2020, Météo-France publie une typologie des climats de la France métropolitaine dans laquelle la commune est exposée à un climat océanique altéré et est dans la région climatique Aquitaine, Gascogne, caractérisée par une pluviométrie abondante au printemps, modérée en automne, un faible ensoleillement au printemps, un été chaud (19,5 °C), des vents faibles, des brouillards fréquents en automne et en hiver et des orages fréquents en été (15 à 20 jours).
Pour la période 1971-2000, la température annuelle moyenne est de 12,8 °C, avec une amplitude thermique annuelle de 15,4 °C. Le cumul annuel moyen de précipitations est de 790 mm, avec 10,9 jours de précipitations en janvier et 6,7 jours en juillet. Pour la période 1991-2020, la température moyenne annuelle observée sur la station météorologique la plus proche, située sur la commune de Beaucaire à 5 km à vol d'oiseau, est de 13,8 °C et le cumul annuel moyen de précipitations est de 775,9 mm,. Pour l'avenir, les paramètres climatiques de la commune estimés pour 2050 selon différents scénarios d’émission de gaz à effet de serre sont consultables sur un site dédié publié par Météo-France en novembre 2022.

### Milieux naturels et biodiversité
Aucun espace naturel présentant un intérêt patrimonial n'est recensé sur la commune dans l'inventaire national du patrimoine naturel,,.

## Urbanisme

### Typologie
Au 1er janvier 2024, Mansencôme est catégorisée commune rurale à habitat très dispersé, selon la nouvelle grille communale de densité à sept niveaux définie par l'Insee en 2022.
Elle est située hors unité urbaine. Par ailleurs la commune fait partie de l'aire d'attraction de Condom, dont elle est une commune de la couronne,. Cette aire, qui regroupe 23 communes, est catégorisée dans les aires de moins de 50 000 habitants,.

### Occupation des sols
L'occupation des sols de la commune, telle qu'elle ressort de la base de données européenne d’occupation biophysique des sols Corine Land Cover (CLC), est marquée par l'importance des territoires agricoles (100 % en 2018), une proportion identique à celle de 1990 (100 %). La répartition détaillée en 2018 est la suivante : 
terres arables (69,8 %), cultures permanentes (16,3 %), zones agricoles hétérogènes (13,9 %). L'évolution de l’occupation des sols de la commune et de ses infrastructures peut être observée sur les différentes représentations cartographiques du territoire : la carte de Cassini (XVIIIe siècle), la carte d'état-major (1820-1866) et les cartes ou photos aériennes de l'IGN pour la période actuelle (1950 à aujourd'hui).

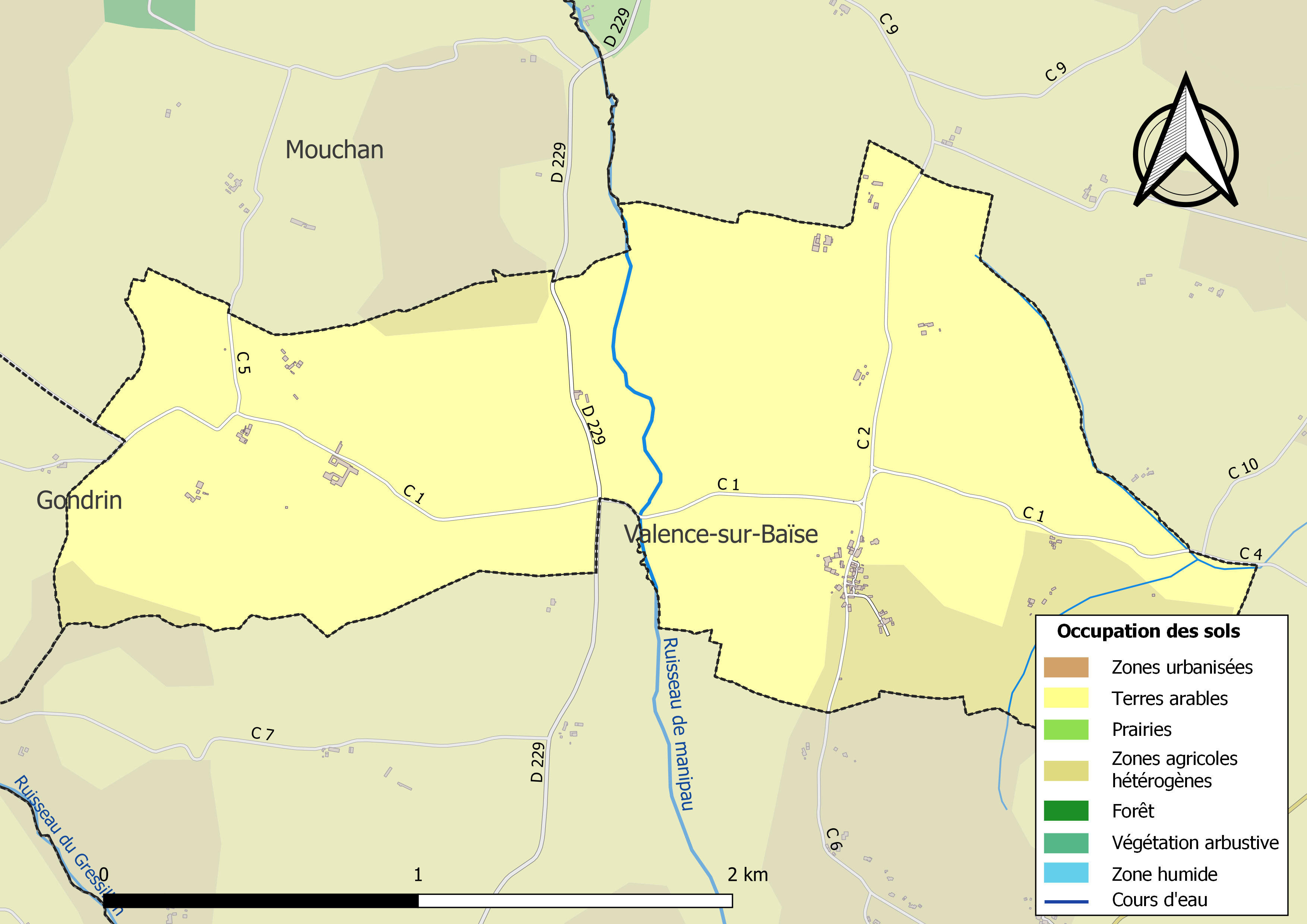
Carte des infrastructures et de l'occupation des sols de la commune en 2018 (CLC).

### Risques majeurs
Le territoire de la commune de Mansencôme est vulnérable à différents aléas naturels : météorologiques (tempête, orage, neige, grand froid, canicule ou sécheresse) et séisme (sismicité très faible). Un site publié par le BRGM permet d'évaluer simplement et rapidement les risques d'un bien localisé soit par son adresse soit par le numéro de sa parcelle.

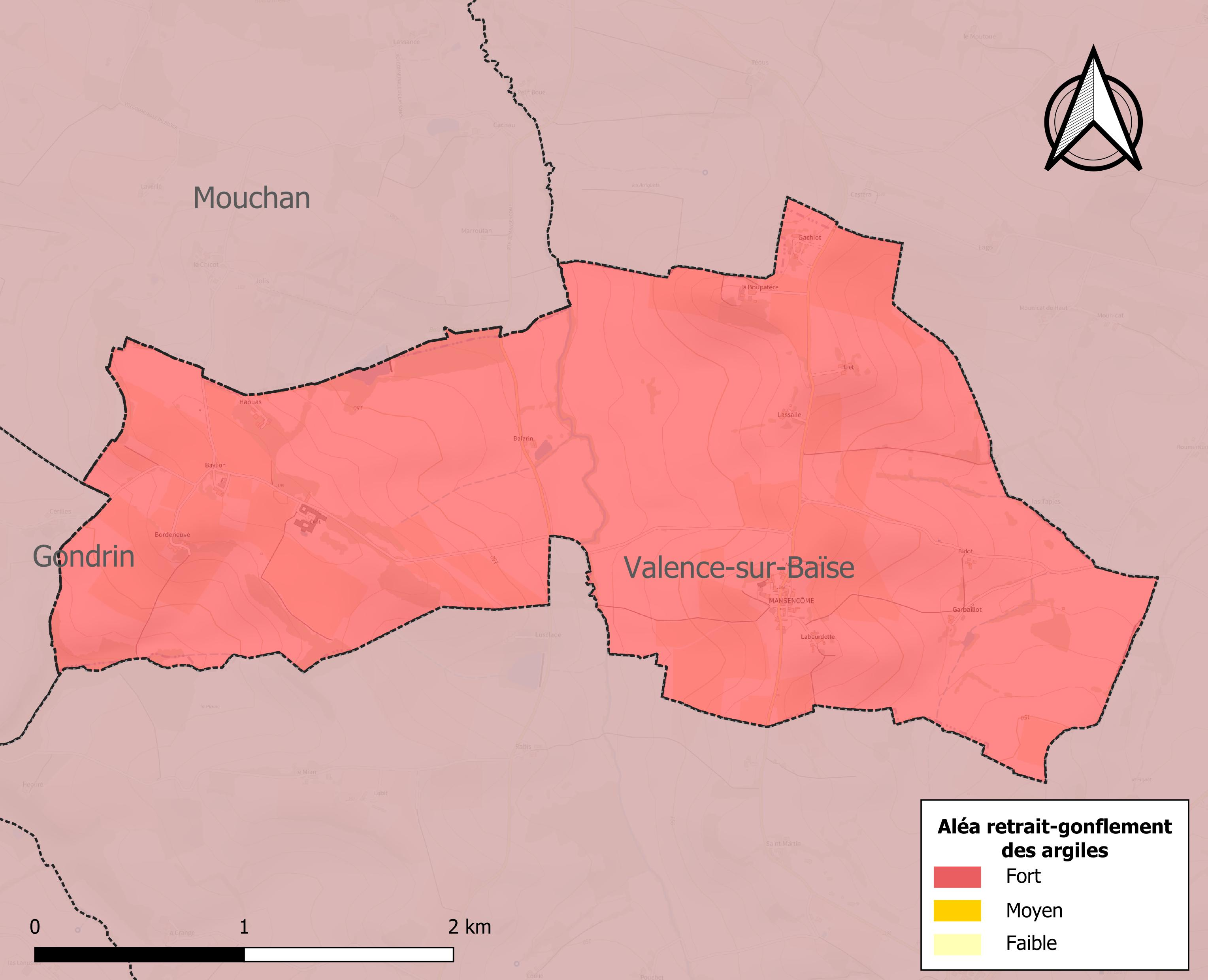
Carte des zones d'aléa retrait-gonflement des sols argileux de Mansencôme.

Le retrait-gonflement des sols argileux est susceptible d'engendrer des dommages importants aux bâtiments en cas d’alternance de périodes de sécheresse et de pluie. La totalité de la commune est en aléa moyen ou fort (94,5 % au niveau départemental et 48,5 % au niveau national). Sur les 36 bâtiments dénombrés sur la commune en 2019, 36 sont en aléa moyen ou fort, soit 100 %, à comparer aux 93 % au niveau départemental et 54 % au niveau national. Une cartographie de l'exposition du territoire national au retrait gonflement des sols argileux est disponible sur le site du BRGM,.
Par ailleurs, afin de mieux appréhender le risque d’affaissement de terrain, l'inventaire national des cavités souterraines permet de localiser celles situées sur la commune.
La commune a été reconnue en état de catastrophe naturelle au titre des dommages causés par les inondations et coulées de boue survenues en 1999 et 2009. Concernant les mouvements de terrains, la commune a été reconnue en état de catastrophe naturelle au titre des dommages causés par la sécheresse en 1989, 1993, 2003 et 2017 et par des mouvements de terrain en 1999.

## Histoire
Anciennement Massencome, le petit village était une seigneurie de Blaise de Monluc.

## Politique et administration
| Période                                  | Période  | Identité        | Étiquette | Qualité                   |
| ---------------------------------------- | -------- | --------------- | --------- | ------------------------- |
| mars 2001                                | En cours | Etienne Barrère | DVG       | Administrateur de société |
| Les données manquantes sont à compléter. |          |                 |           |                           |

La commune fait partie de la communauté de communes de la Ténarèze depuis le 1er janvier 2009.

## Démographie
| 1793 | 1800 | 1806 | 1821 | 1831 | 1841 | 1846 | 1851 | 1856 |
| ---- | ---- | ---- | ---- | ---- | ---- | ---- | ---- | ---- |
| 157  | 133  | 132  | 170  | 175  | 250  | 272  | 252  | 256  |

| 1861 | 1866 | 1872 | 1876 | 1881 | 1886 | 1891 | 1896 | 1901 |
| ---- | ---- | ---- | ---- | ---- | ---- | ---- | ---- | ---- |
| 195  | 196  | 180  | 208  | 220  | 205  | 197  | 183  | 153  |

| 1906 | 1911 | 1921 | 1926 | 1931 | 1936 | 1946 | 1954 | 1962 |
| ---- | ---- | ---- | ---- | ---- | ---- | ---- | ---- | ---- |
| 149  | 150  | 124  | 130  | 130  | 118  | 132  | 124  | 110  |

| 1968 | 1975 | 1982 | 1990 | 1999 | 2006 | 2008 | 2013 | 2018 |
| ---- | ---- | ---- | ---- | ---- | ---- | ---- | ---- | ---- |
| 93   | 88   | 71   | 69   | 73   | 68   | 67   | 46   | 47   |

| 2022 | - | - | - | - | - | - | - | - |
| ---- | - | - | - | - | - | - | - | - |
| 45   | - | - | - | - | - | - | - | - |

## Économie

### Emploi
|                | 2008  | 2013  | 2018  |
| -------------- | ----- | ----- | ----- |
| Commune        | 2,4 % | 6,5 % | 2,9 % |
| Département    | 6,1 % | 7,5 % | 8,2 % |
| France entière | 8,3 % | 10 %  | 10 %  |

En 2018, la population âgée de 15 à 64 ans s'élève à 34 personnes, parmi lesquelles on compte 76,5 % d'actifs (73,5 % ayant un emploi et 2,9 % de chômeurs) et 23,5 % d'inactifs,. Depuis 2008, le taux de chômage communal (au sens du recensement) des 15-64 ans est inférieur à celui de la France et du département.
La commune fait partie de la couronne de l'aire d'attraction de Condom, du fait qu'au moins 15 % des actifs travaillent dans le pôle,. Elle compte 13 emplois en 2018, contre 23 en 2013 et 18 en 2008. Le nombre d'actifs ayant un emploi résidant dans la commune est de 26, soit un indicateur de concentration d'emploi de 49,8 % et un taux d'activité parmi les 15 ans ou plus de 60 %.
Sur ces 26 actifs de 15 ans ou plus ayant un emploi, 4 travaillent dans la commune, soit 15 % des habitants. Pour se rendre au travail, 92,3 % des habitants utilisent un véhicule personnel ou de fonction à quatre roues, 3,8 % s'y rendent en deux-roues, à vélo ou à pied et 3,8 % n'ont pas besoin de transport (travail au domicile).

### Activités hors agriculture
3 établissements sont implantés  à Mansencôme au 31 décembre 2019.
Le secteur du commerce de gros et de détail, des transports, de l'hébergement et de la restauration est prépondérant sur la commune puisqu'il représente 66,7 % du nombre total d'établissements de la commune (2 sur les 3 entreprises implantées  à Mansencôme), contre 27,7 % au niveau départemental.

### Agriculture
|               | 1988 | 2000 | 2010 | 2020 |
| ------------- | ---- | ---- | ---- | ---- |
| Exploitations | 11   | 8    | 6    | 4    |
| SAU (ha)      | 411  | 417  | 430  | 375  |

La commune est dans le Ténarèze, une petite région agricole occupant le centre du département du Gers, faisant transition entre lʼAstarac “pyrénéen”, dont elle est originaire et dont elle prolonge et atténue le modelé, et la Gascogne garonnaise dont elle annonce le paysage. En 2020, l'orientation technico-économique de l'agriculture  sur la commune est la viticulture. Quatre exploitations agricoles ayant leur siège dans la commune sont dénombrées lors du recensement agricole de 2020 (onze en 1988). La superficie agricole utilisée est de 375 ha,,.

## Culture locale et patrimoine

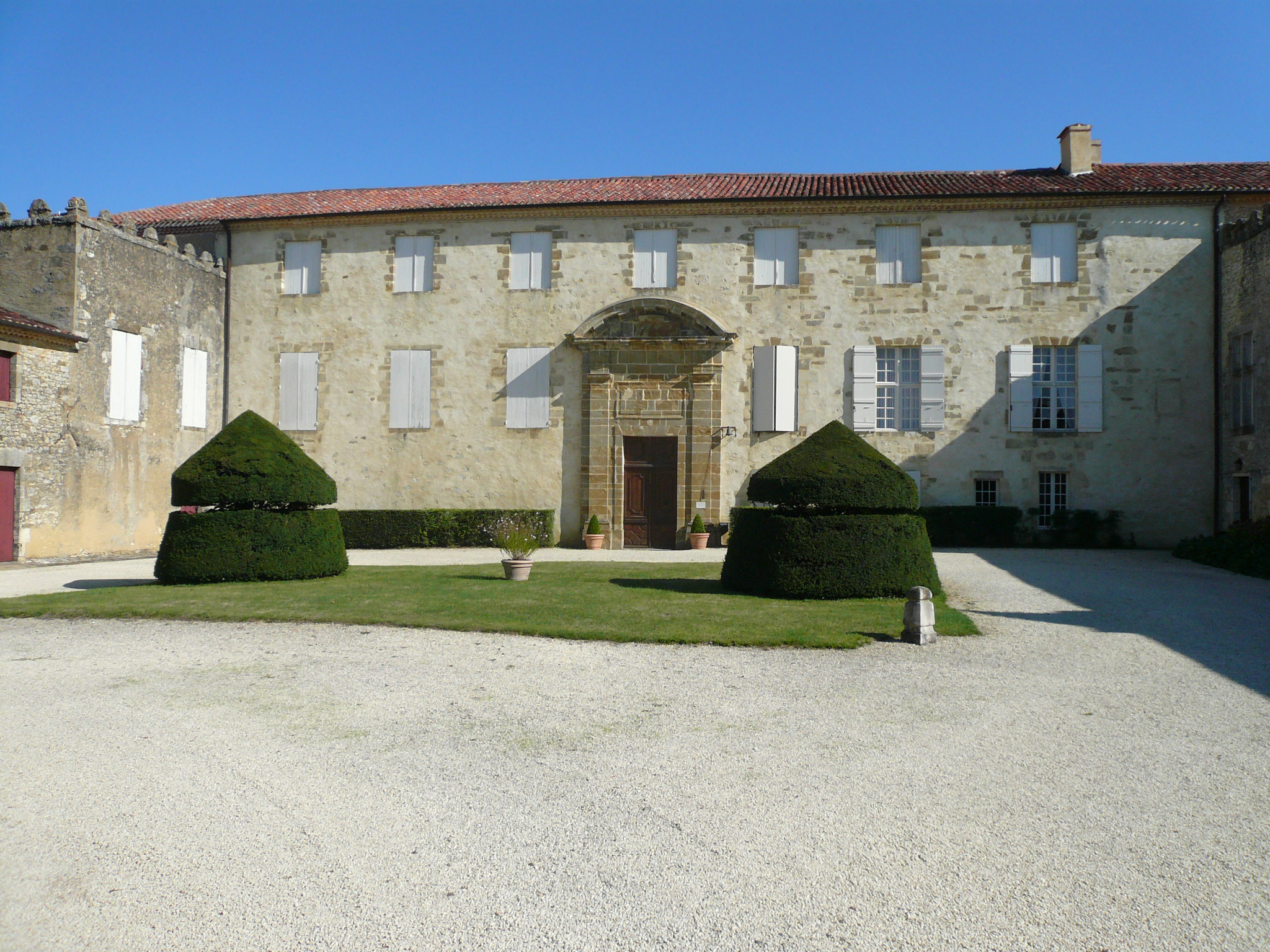
Le château du Busca.
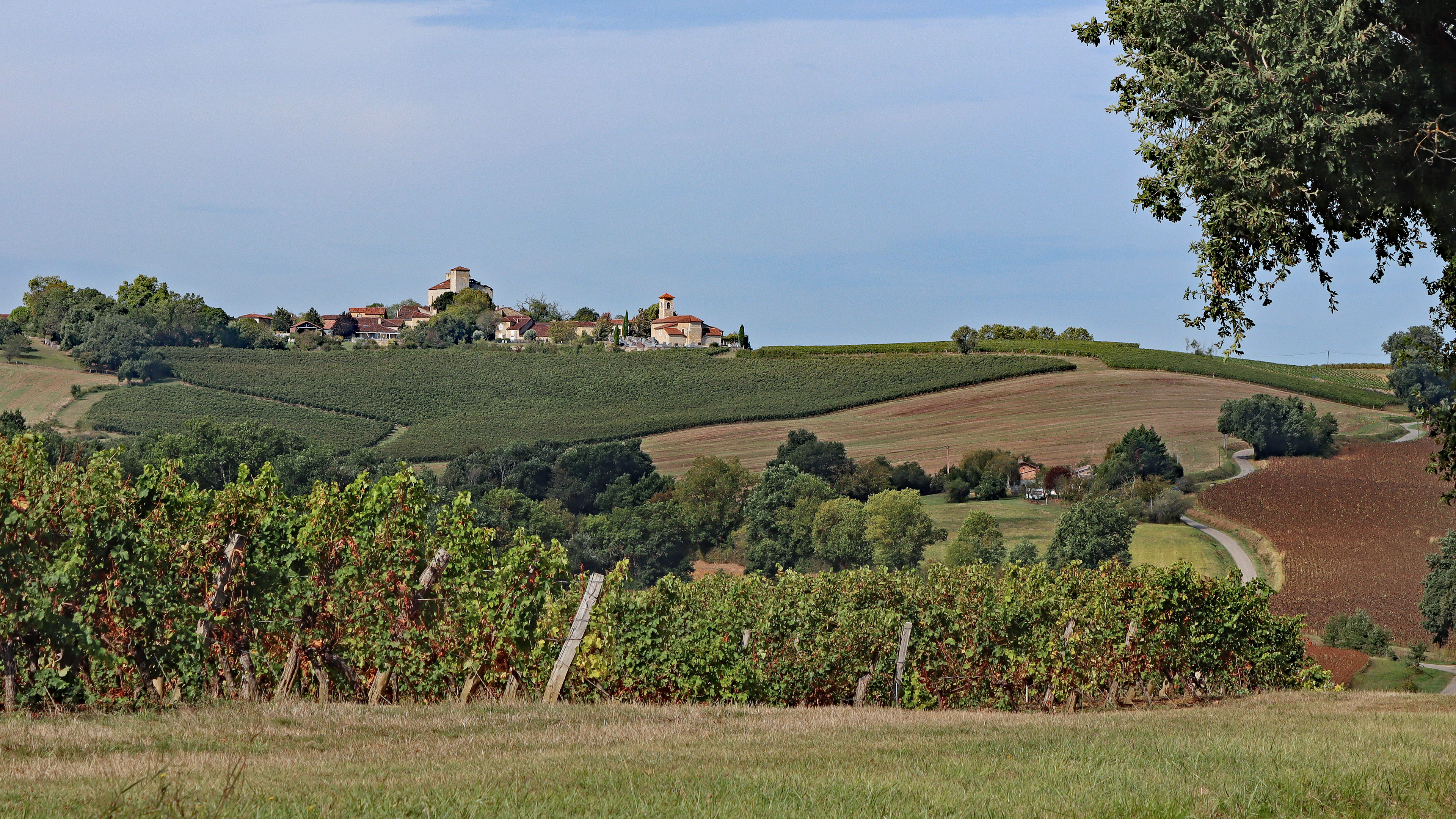
Le village sur sa colline.
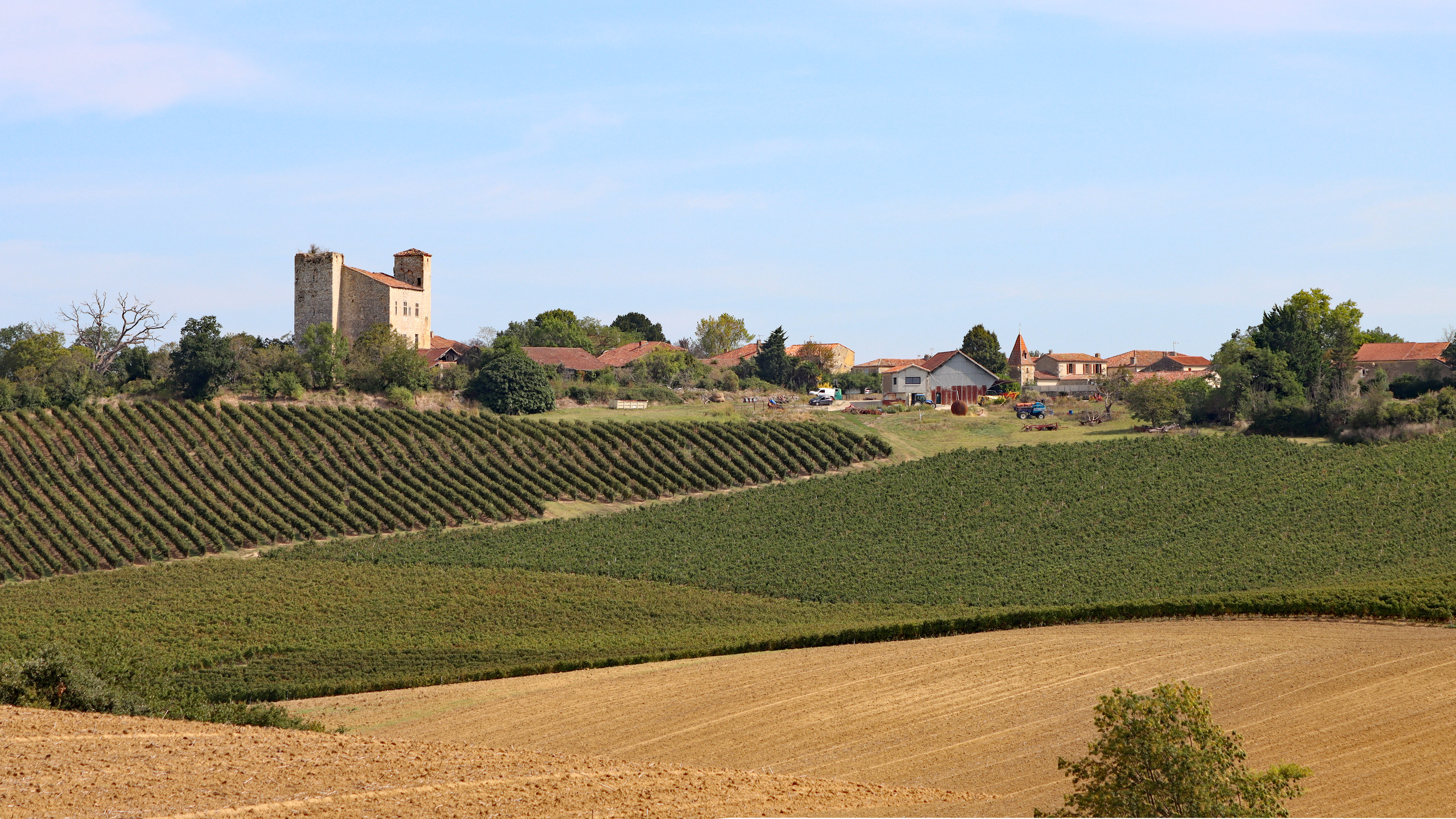
Le village et les vignes produisant l'armagnac.
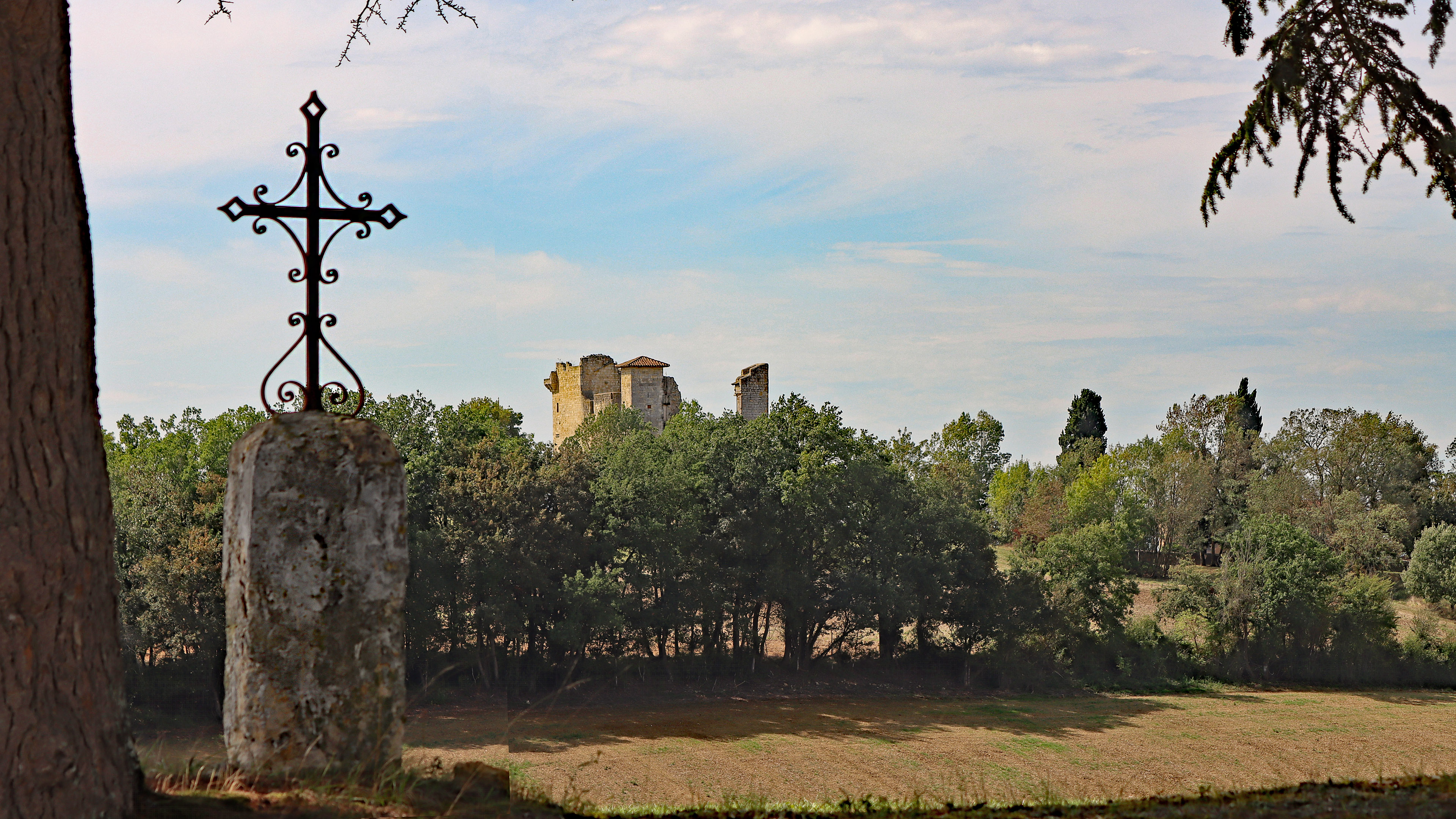
Vue de l'ouest.

### Lieux et monuments
- Église Saint-André.

Au centre du village s'élève un « château gascon » du XIIIe siècle. Semblable à ses voisins, les châteaux de Lagardère et du Tauzia, le château de Mansencôme est le mieux conservé.

### Château du Busca-Maniban
À l'extérieur du village, sur une colline voisine, se trouve le château de Busca. Avec sa façade en majesté, largement ouverte sur un jardin à la française, Busca-Maniban, noble demeure d'une illustre famille de magistrats, a des airs de petit Versailles.
Le château a sûrement inspiré le désir de grandeur de Thomas de Maniban lorsqu'il fit bâtir la demeure actuelle. Un portail d'entrée, coiffé d'un chapeau de gendarme, fait pénétrer dans la cour d'honneur. Il porte la date de 1649, le début des travaux qui se poursuivirent jusqu'à la fin du règne de Louis XIV. De part et d'autre de la cour, les ailes bizarrement crénelées tranchent avec la porte d'entrée, travée dorique surmontée d'un fronton cintré.
Logé sous une voûte en arc de cloître, le vestibule occupe toute la moitié nord du corps du logis sur toute sa hauteur et toute sa profondeur, largement éclairé par les fenêtres du palier côté jardin. Il comporte un escalier monumental, avec des pilastres de style ionique et une rampe en fer forgé.
Au rez-de-chaussée se trouvent les cuisines, la salle de garde et une cheminée monumentale.
Au premier étage, sous la galerie, une porte conduit à « la salle à l'italienne », sous une voûte aussi majestueuse que celle du vestibule.

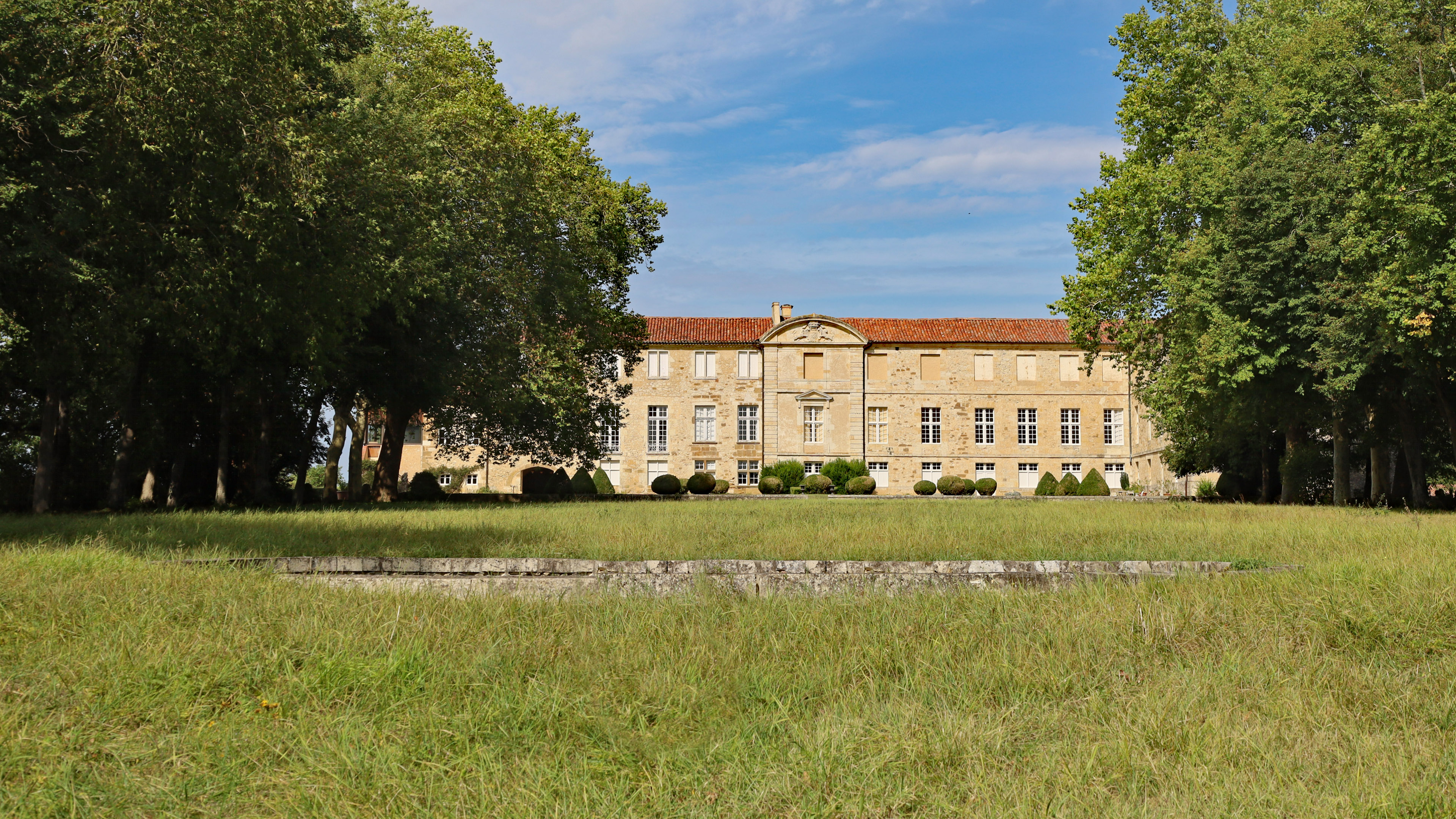
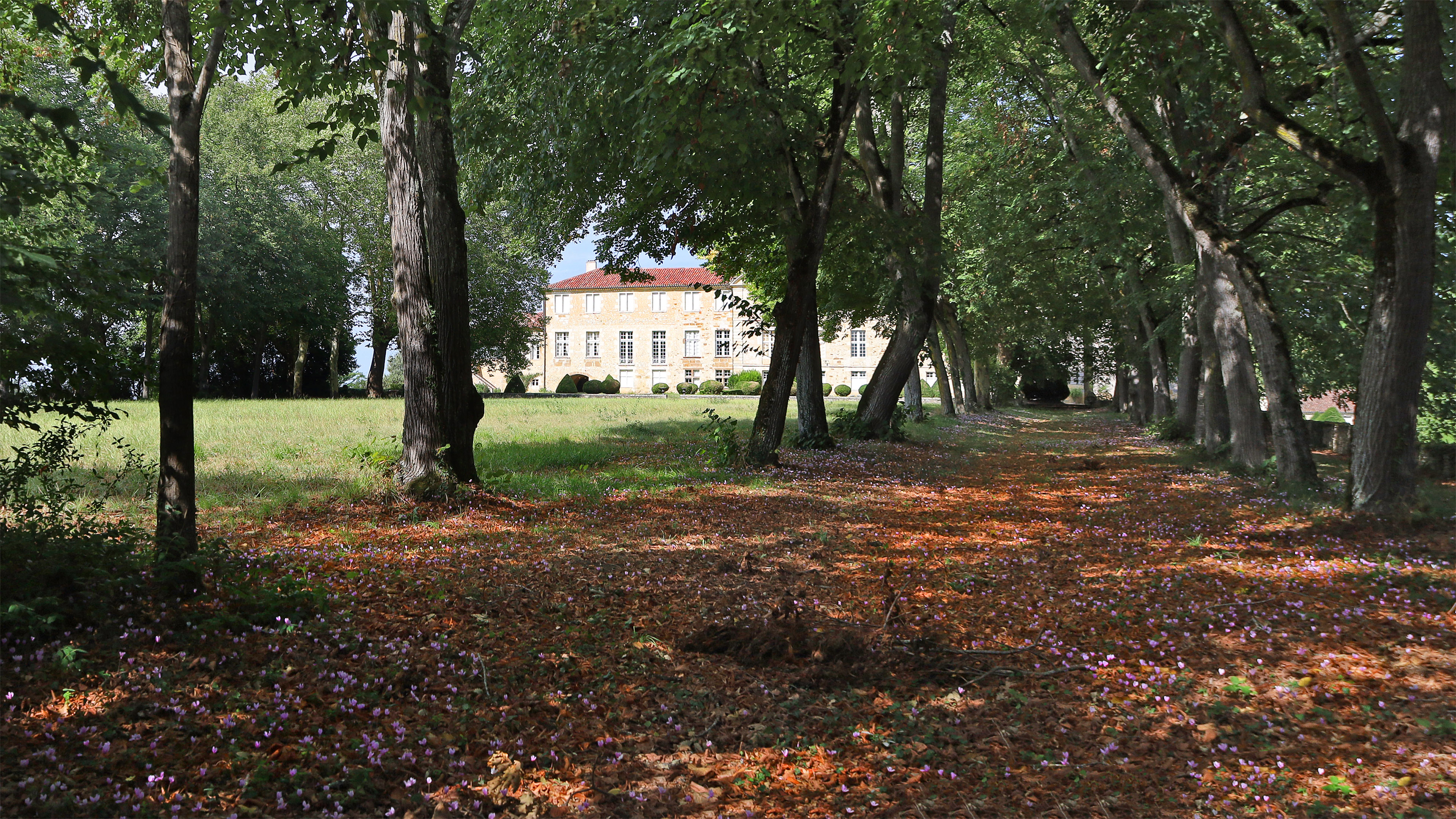

### Personnalités liées à la commune

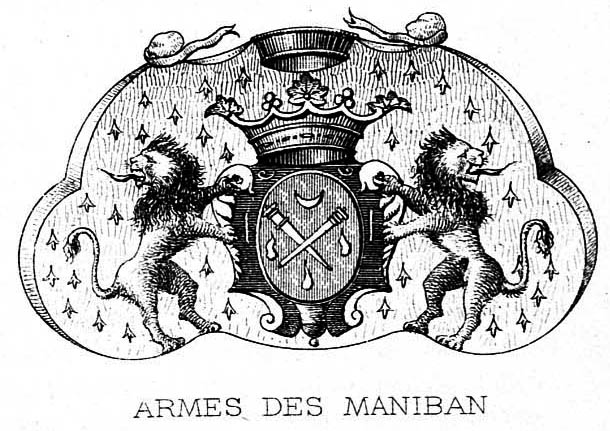
Armes des Maniban, dessin de P. Benouville

- Famille Maniban : les Maniban sont une famille de bourgeois qui gravit l'échelle sociale en occupant des charges. Ce fut le cas de Jean, maître des requêtes ou notaire royal, puis de Thomas († 1652), son fils, avocat général du parlement de Toulouse.

Le petit-fils de celui-ci (Gaspard, fils de Jean-Guy) fut président du parlement du Languedoc. Jean-Guy († 1707) et son fils Gaspard (1686-1762) acquirent la terre de Mansencôme en 1674 puis 1736. Le marquisat leur fut donné en 1681.
Les armes de la famille, gravées sur le fronton de leur château côté jardin, portent le double attribut de magistrat et marquis.
- Bernard de Faudoas mestre de camp du régiment de Picardie.